# أندريا لونجو
أندريا لونجو (بالإيطالية: Andrea Longo)‏ هو متزحلق نوردي مزدوج إيطالي، ولد في 16 نوفمبر 1971 في كافاليس في إيطاليا.

## وصلات خارجية
- أندريا لونجو على موقع الاتحاد الدولي للتزلج (التزلج الريفي) (الإنجليزية)
- أندريا لونجو على موقع الاتحاد الدولي للتزلج (التزلج النوردي المزدوج) (الإنجليزية)
- أندريا لونجو على موقع أوليمبيديا (الإنجليزية)